# 国籍条項
国籍条項（こくせきじょうこう、Nationality Clause）とは、国籍についての条項。特に組織に加入できる条件に国籍を挙げる条項を指す場合が多い。

## 概要
国籍条項とは、公権力の行使または、国家意思の形成への参画に携わる公務員の任用資格の一つとして日本国籍を必要とする条項のことをいうことが一般的になっているが、実際には一部の例外を除き公務員任用については実定法上の条項はないため、公務員任用に関する限り「運用による制限」のことを指すといえる。

### 法律で明確な国籍条項が規定されている役職
以下の役職では法律で明白に国籍条項が規定されている。
- 外務公務員[1]
- 公職政治家[2]
- 地方首長臨時代理者[3]
- 新村長職務執行者[4]
- 中央選挙管理会委員[5]
- 都道府県公安委員会委員[6]
- 教育委員会委員[7]
- 選挙管理委員会委員[8]
- 合併特例区協議会構成員[9]
- 公証人[10]
- 検察審査員[11]
- 裁判員[12]
- 投票管理者[13][14][注釈 1]
- 投票立会人[15][注釈 1]
- 開票管理者[16][17][注釈 1]
- 開票立会人[18][注釈 1]
- 選挙長[19][注釈 1]
- 選挙分会長[19]
- 選挙立会人[20][注釈 1]
- 審査長[21]
- 審査立会人[22]
- 審査分会長[23]
- 審査分会立会人[24]
- 国民投票長[25]
- 国民投票分会長[26]
- 国民投票会立会人[27]
- 人権擁護委員[28]
- 民生委員[29]
- 児童委員[30]
- 水防事務組合議会議員[31]

外務公務員の国籍条項は日本の対外的な主権を代表する権限を有することに鑑みている。1996年9月30日以前は配偶者が日本国籍を有さない場合又は外国の国籍を有する場合についても外務公務員の欠格事由となっていた（政令では、婚姻の日から1年又は2年を経過するまでに配偶者が外国国籍を離脱して日本国籍を取得する猶予期間が存在した）。

### 一般的な公務員任用に関する国籍条項
一部の公務員を除き、一般の公務員については法律上は日本国籍を就任要件として明記していない。そのため、法律上は一部の公務員以外の公務員の任用において外国国籍を持つ人間を起用することが可能である。
しかし、1953年3月25日に「法の明文の規定が存在するわけではないが、公務員に関する当然の法理として、公権力の行使または国家意思の形成への参画にたずさわる公務員となるためには、日本国籍を必要とするものと解すべきである」とする内閣法制局の見解（「当然の法理」）が示された。
これにより、国家公務員・地方公務員ともに、定型的な職務に従事する一部の官職を除き、日本国籍を必要とすることが原則となった。
以下は公務員の国籍条項に関連する法律や規則である。
国家公務員
- 人事院規則八−一八
- 人事院規則一−七

地方公務員
- 公立の大学における外国人教員の任用等に関する特別措置法
- 人事委員会規則[注釈 2]
  - 職員の任用に関する規則
  - 日本国籍を有しない職員を任用することのできる職の範囲を定める規則
  - 日本の国籍を有しない者を任用することができない職の範囲を定める規則

#### 各種の国籍条項等
内閣法制局の見解
1953年3月25日に内閣法制局の「法の明文の規定が存在するわけではないが、公務員に関する当然の法理として、公権力の行使または国家意思の形成への参画にたずさわる公務員となるためには、日本国籍を必要とするものと解すべきである」とする見解（「当然の法理」）が示し、国家公務員について日本国籍を要件とするようになり、地方公務員も定型的な職務に従事する官職を除き、日本国籍を必要とするようになった。このような見解が出されたのは、いわゆる内地の戸籍法の適用を受けない者につき、日本国との平和条約の発効により日本国籍を失う（これにより平和条約国籍離脱者が現れた）という行政解釈がされたことに伴い、外地出身の公務員の身分について疑義が生じたことが背景にあるとされている。この見解により、外地出身者は自動的に公務員身分を喪失することはないものの、一定の官職に就くことはできないこととされた。
「当然の法理」は、法の下の平等（日本国憲法第14条）や職業選択の自由（憲法第22条）と、国民主権のそれぞれの原理が、外国人が公の意思形成や公権力の行使に当たる際に生じる対立関係における、限界的な法理上の解決として示された理論であると考えられている。「当然の法理」の背景として、ドイツ公法学に由来する国家法人説の影響を指摘する説も提出されている。
一般職国家公務員では人事院規則八−一八第九条により、国家公務員採用試験には「日本の国籍を有しない者」に受験資格がないことが規定されている。また、防衛省職員、国会職員や裁判所職員についても、国会や最高裁判所の内規で採用試験に「日本の国籍を有しない者」に受験資格がないことが規定されている。これにより一般職国家公務員、防衛省職員、国会職員、裁判所職員に日本国籍のない外国人が採用試験に受験できないためこれらの公務員に就任することができない。
その後、自治省（現・総務省）は「当然の法理」の語を「公務員に関する基本原則」と言い換えており、東京都管理職選考試験事件において最高裁は「当然の法理」の語を用いずに、その内容にも変更を加えた。
個人的基礎においてなされる勤務の契約による国家公務員
一方で、1949年の人事院規則一−七では「個人的基礎においてなされる勤務の契約による場合」において「当該職の職務がその資格要件に適合する者を日本の国籍を有する者の中から得ることが極めて困難若しくは不可能な性質のものと認められる場合、又は当該職に充てられる者に必要な資格要件がそれに適合する者を日本の国籍を有する者の中から得ることが極めて困難若しくは不可能な特殊かつ異例の性質のものと認められる場合」という条件付きで外国人を国家公務員として任用することが可能であると規定している。
国公立大学外国人教員
1982年に国公立大学の外国人教員を公務員として雇用することを前提とした法律として外国人教員任用法が制定された。
司法修習生
司法試験の受験資格や弁護士には国籍条項はないが、法曹資格を得るための司法修習では検察庁で容疑者の取り調べをしたり、裁判所で非公開の合議に立ち会ったりする機会があるため、 1956年2月に最高裁は「公権力の行使や国家意思の形成に携わる公務員には日本国籍が必要」との内閣法制局の見解を準用して、外国籍の司法試験合格者には日本国籍取得を司法修習生として採用する際の条件としてきた。1976年に司法試験に合格した在日韓国人が韓国籍のままでの採用を希望したことがきっかけで、最高裁は1977年3月に国籍条項は残したまま「相当と認めるものに限り、採用する」との方針を示した。1990年までは外国人の司法修習生にのみ「憲法と法律を遵守する」という誓約書を提出させていた。2009年までに140人以上の外国籍の合格者が司法修習を受けた。2009年に最高裁は司法修習生の選考要項から日本国籍を必要とする「国籍条項」を削除した。
調停委員
法律および最高裁判所規則には調停委員について国籍条項はないが、任命権者の最高裁判所は「公権力を行使する公務員には日本国籍が必要」「調停が成立した場合の調停調書は確定判決と同じ効力がある」「裁判官と調停委員で作る調停委員会の呼び出しに応じない当事者に過料を科すことがある」として調停委員を日本人に限定している。2003年から2014年まで弁護士会が推薦したのべ31人が外国籍の弁護士の調停委員任命について、裁判所が拒否している。
過去には1974年から1988年まで台湾籍の男性弁護士が大阪の簡易裁判所で調停委員を務めた例がある。これについて最高裁判所は「日本の裁判官で戦後に台湾籍になった弁護士という極めて特殊な事例であり、先例にならない」としている。
海区漁業調整委員会公選委員・農業委員会公選委員
海区漁業調整委員会公選委員の被選挙権は漁業法第86条・第87条に規定されているが、国籍条項はない。ただし、現実的には外国人漁業規制法により、外国人が日本において漁業者または漁業従事者となるには日本人と比較して大きな制限がある。
2016年4月1日に公選制が廃止された農業委員会公選委員についても旧農業委員会法第8条の規定で、国籍条項はなかった。
特定秘密取扱者
特定秘密保護法では公務員（政治家を除く）と民間人から特定秘密取扱者を選定するにあたって、政府が評価対象者に対して適性評価を行うにあたり、特定有害活動及びテロリズムとの関係に関する事項において、評価対象者自身だけでなく家族や同居人の国籍（過去に有していたものも含む）も対象となっている。これが事実上の国籍条項にあたるのではないかと指摘する意見もある。
地方公務員
当初、地方公共団体レベルでは国籍条項がなかった職種が現業職のみだったが、1996年に川崎市が政令指定都市で初めて一般事務職の任用について国籍条項を撤廃して国籍条項の撤廃の動きが広がった。1997年に高知県が都道府県として初めて現業職以外について国籍条項を一部撤廃し、2000年に福井県武生市（現越前市）は消防職を例外として管理職を含めて国籍条項を撤廃した。
自治省（現総務省）は1996年11月に「条件付き撤廃」を容認した。
国務大臣
政府は「国務大臣への就任については、当然に、日本の国籍を必要とすると解される」と答弁しているが、日本の法律では国務大臣に関する国籍条項は規定されていない。
財産区議会議員
地方自治法第296条では「財産区の議会の議員の被選挙権に関する事項は、市町村又は特別区の条例中にこれを規定しなければならない」とあり、法律では国籍条項は明記されていない。
しかし、財産区議会を設置している地方自治体では、条例で「引き続き3箇月以上財産区の区域内に住所を有する者で、市議会の議員の選挙権を有する者は、財産区議会議員の選挙権を有する」「議員の選挙権を有する者で年齢満25年以上のものは、財産区議会議員の被選挙権を有する」と財産区議会議員について地方議会議員とほぼ同等の資格に関する規定があるため、事実上の国籍条項が規定されている。
日本銀行
日本銀行法には日本銀行総裁を含めた日本銀行政策委員会メンバーに国籍条項は規定されていない。外国の中央銀行ではイングランド銀行総裁にカナダ（英国連邦）の国籍を持つマーク・カーニーが2013年に就任した例がある。

### その他の国籍条項
以下のことについて国籍条項が規定されている。
- 戦傷病者療養給付[35]
- 戦傷病者傷害年金[36]
- 戦没者遺族年金[37]
- 戦没者弔慰金[38]
- 恩給[39]
- 生活保護[40]
- 水先人[41]
- 地方自治体における直接請求[42]

生活保護法については1946年（昭和21年）制定時は国籍条項はなかったが、1950年（昭和25年）の改正で国籍条項が規定された。そのため、本来生活保護の支給対象は日本国民と限定され外国人は該当しない。
しかし人道的見地から、1954年（昭和29年）5月8日に出された厚生省社会局長通知により、生活に困窮する外国人に対して当分の間、生活保護法を準用して保護費を支給する方針となったが、権利としては認められているものではないため、行政不服審査法による不服申立てをすることは法律で保障はされていない。1990年（平成2年）10月25日に、厚生省社会局保護課企画法令係長による口頭指示という形で、本件通知の対象となる外国人を永住者、日本人の配偶者等、永住者の配偶者等、定住者、特別永住者、認定難民に限定するようになった。
ゴドウィン訴訟における1997年（平成9年）6月13日の最高裁判決や、宋訴訟における2001年（平成13年）9月25日の最高裁判決で、対象外の外国人の生活保護を支給しないことについては違法ではないとし、永住外国人生活保護訴訟における2014年（平成26年）7月18日の最高裁判決では「外国人への生活保護は行政措置による事実上の保護対象にとどまり、生活保護法の受給権はない」と判断を下している。

### 過去に存在した国籍条項
かつて1981年12月31日まで以下について国籍条項が規定されていた。しかし、難民条約締結を受けた法改正により、1982年1月1日以降は国籍条項は撤廃された。
- 国民年金[45]
- 児童手当[46]
- 児童扶養手当[47]
- 特別児童扶養手当[48]
- 障害児福祉手当[49]

### 国籍条項に関連する訴訟
- 塩見訴訟
- 東京都管理職選考試験事件
- 台湾人元日本兵訴訟